# Governo da República Popular da Ucrânia no exílio
O Governo da República Popular da Ucrânia no exílio, ou Centro Estatal da República Popular da Ucrânia  foi um governo no exílio formado após o colapso da República Popular da Ucrânia em 1920. Foi inicialmente localizado na Polônia antes de se mudar para a França e mais tarde para a Alemanha durante a Segunda Guerra Mundial. Finalmente mudou-se para Filadélfia em 1976, onde permaneceria até a sua dissolução. Em 1992, o governo reconheceu o governo ucraniano recém-independente como o sucessor da República Popular da Ucrânia e cedeu formalmente os seus poderes às novas autoridades ucranianas. 
Após o Golpe de Maio na Polônia de 1926 na Segunda República Polonesa, Józef Piłsudski reconheceu o governo da RPU no exílio, numa tentativa encoberta de desestabilizar a União Soviética, e em retaliação ao apoio soviético ao Partido Comunista da Ucrânia Ocidental. 

## Base jurídica
A base jurídica do governo da RPU foi estabelecida nas leis "Sobre a Administração Suprema e Legislação Temporária na RPU" e "Sobre o Conselho Popular do Estado", aprovadas em 12 de novembro de 1920 pela Direção da Ucrânia. Estes atos, baseados nas leis do Congresso Trabalhista da Ucrânia, transferiram funções legislativas e controlo sobre o governo da República Popular da Ucrânia para o Conselho Popular do Estado.
No entanto, antes da convocação deste conselho, as suas funções eram atribuídas ao Conselho de Ministros do Povo, e o chefe da Direção atuava como chefe de estado, aprovando leis, tratados, nomeações, representação perante estados estrangeiros. O chefe da Direcção, em caso de impossibilidade de exercício de funções, era representado pela direcção, e em caso de impossibilidade de convocação – pelo presidente do Conselho de Ministros do Povo.

## Estrutura
- Órgãos Executivos - Presidente (em 1921–1944, Chefe Otaman), o Conselho de Ministros (1921–1992)[6]
- Órgãos Legislativos - Conselho da República, Conselho Nacional Ucraniano[7]

## Líderes

### Presidentes
1. Symon Vasyliovych Petliura - 1921–1926 (Chefe Otaman)
2. Andrii Mykolaiovych Livytskyi — 1926–1954 (até 1944, Chefe Otaman)
3. Stepan Porfyrovych Vytvytskyi — 1954–1965
4. Spyrydon Mykytovych Dovgal — 1966–1967 в.о.
5. Mykola Andriiovych Livytsky — 1967–1989
6. Mykola Vasyliovych Plaviuk — 1989–1992

### Presidentes do Conselho de Ministros do Povo da RPU
1. Andrii Mykolaiovych Livytskyi — 1920–1921
2. Pylyp Kalenkovych Pylypchuk — 1921–1922
3. Andrii Mykolaiovych Livytskyi — 1922–1926
4. Viacheslav Kostiantynovych Prokopovych — 1926–1939
5. Oleksandr Yakovych Shulhyn — 1939–1940
6. Viacheslav Kostiantynovych Prokopovych — 1940–1942
7. Andrii Ivanovych Yakovliv — 1944–1945
8. Kostiantyn Kostiantynovych Pankivskyi — 1945–1948
9. Isaak Prokhorovych Mazepa — 1948–1952
10. Stiepan Ivanovich Baran — 1952–1953
11. Spyrydon Mykytovych Dovhal – 1954
12. Symon Vasylovych Sozontiv — 1954–1957
13. Mykola Andriiovych Livytskyi — 1957–1966
14. Spyrydon Mykytovych Dovhal — 1966–1967
15. Atanas Ivanovych Fihol — 1967–1969
16. Spyrydon Mykytovych Dovhal — 1969–1972
17. Vasyl Lukynovych Fedoronchuk — 1972–1974
18. Teofil Leontii — 1974–1976
19. Ivan Ivanovych Kedryn-Rudnytskyi — 1976–1978
20. Teofil Leontii — 1978–1980
21. Jaroslav Bohdan Antonovych Rudnytskyi — 1980–1989
22. Samiilenko Ivan Matviiovych — 1989–1992

Durante a Segunda Guerra Mundial, o governo da RPU não estava ativo, mas Andrii Livytsky assinava documentos como chefe da Diretoria. Após a guerra, o governo foi reformado e incluiu ativistas de vários partidos da Ucrânia Ocidental e o público organizado da Ucrânia sub-soviética.

### Presidentes do Conselho Nacional Ucraniano
1. Ivan Bahrianyi - 1948–1952 (presidente)
2. Ivan Bahrianyi - 1952–1954 (presidente interino)
3. Osyp Boidunyk - 1954–1955 (presidente interino)
4. Yevhen Oleksiiovych Hlovinskyj - 1955–1957 (presidente interino)
5. Ivan Bahrianyi - 1957–1961 (presidente)
6. Osyp Boidunyk - 1961–1965 (presidente)
7. Spyrydon Mykytovych Dovhal - 1966–1967 (presidente interino)
8. Yakiv Makovetskyi — 1967–1971
9. Petro Belei - 1971–1972 (presidente interino) [8] [9]
10. Spyrydon Mykytovych Dovhal - 1972–1975 (presidente)
11. Ivan Ivanovych Kedryn-Rudnytskyi - 1976–1978 (presidente interino)
12. Volodymyr Ivanovych Biliaiv — 1979–1984
13. Pavlo Danylovych Lymarenko — 1984–1989
14. Mykhailo Hryhorovych Voskobiinyk — 1989–1992

Locais dos órgãos dirigentes do Centro Estatal da República Popular Ucraniana: Tarnów (Polônia) – 1921–23; Paris (França) – 1924–26; Varsóvia (Polônia) – 1926–39; França – 1940–44; Weimar, Bad Kissingen – 1944–46; Munique (todos na RFA) – 1946–76; Filadélfia (EUA) – 1976–92.

## Atividade

### Restauração das estruturas da RPU durante a Segunda Guerra Mundial

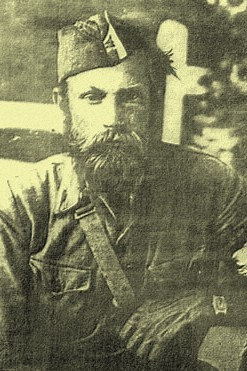
Taras Bulba-Borovets

Após o início da Segunda Guerra Mundial, Taras Bulba-Borovets, com o apoio do Presidente da República Popular Ucraniana no exílio, Andrii Livytskyi, cruzou a fronteira germano-soviética e começou a organizar unidades militares do Exército Insurreto Ucraniano subordinadas ao governo da RPU. Após o ataque do Reich à URSS, juntamente com os guerrilheiros bielorrussos, ele capturou Olevsk e proclamou a República de Olevsk. Devido às exigências dos alemães para obedecer às suas ordens, a administração civil em Olevsk foi dissolvida e a guerra de guerrilha ativada. Bulba-Borovets se opôs fortemente às tentativas de Bandera de proclamar um estado ucraniano em 1941, pois acreditava que "a partir de 22 de janeiro de 1918, não é necessário proclamar um estado soberano ucraniano, pois já foi proclamado uma vez e seu governo legítimo não o fez. interrompeu suas atividades políticas como governo exilado de um país ocupado. A condição de Estado só poderia ser restaurada". 

### Política Interna
O governo da RPU no exílio agiu através de vários ministérios e instituições. No lado interno, devido à oposição de alguns partidos, não conseguiu criar um centro político coordenador, e o centro estatal foi frequentemente tratado como um partido separado ("uenerivtsi"). As dificuldades no ambiente da RPU surgiram com a assinatura do Tratado de Varsóvia (o caso da Galiza), e a orientação para a República da Polónia (os membros do governo consideraram-na "orientação para a Europa Ocidental"). O governo da UPR também foi criticado pela sua atitude em relação à luta dos ucranianos sob a República Polonesa, o Reino da Romênia e a República Checoslovaca, uma vez que tolerou a ocupação e limitou-se a satisfazer as "necessidades da minoria ucraniana". O departamento doméstico foi liderado por Oleksandr Salikovskyi e Oleksandr Lototskyi, e após a Segunda Guerra Mundial – por Mykhailo Vetukhiv (1945–1948). O governo no exílio da UPR foi apoiado pelo Partido Democrático Revolucionário Ucraniano (antigos "esefy" - membros do Partido Socialistas-Federalistas), que formava a maioria do governo. O Partido Trabalhista Social-Democrata Ucraniano não era membro do governo da UPR, mas era-lhe leal. Por outro lado, o Partido Socialista-Revolucionário Ucraniano sob a liderança de Mykyta Shapoval opôs-se fortemente ao governo no exílio - juntamente com os membros da União dos Agricultores-Estadistas e dos nacionalistas ucranianos (OUN). A posição dos grupos políticos na Galiza, principalmente a UNDO (Aliança Democrática Nacional Ucraniana), evoluiu de objecção (por causa do Tratado de Varsóvia) para uma espécie de tolerância e mesmo cooperação em acções políticas e cívicas específicas.
A existência do Centro Estatal da República Popular da Ucrânia foi um símbolo da continuação da luta do povo ucraniano pela sua independência nacional. Em todos os lugares e sob quaisquer circunstâncias, o Centro defendeu os interesses do povo ucraniano, conduziu um trabalho político e diplomático ativo destinado a agilizar a vida dos ucranianos no exterior, contribuiu para a formação da consciência nacional dos ucranianos na Ucrânia e no exterior, coordenou o nacional, atividade política, científica, educacional e cultural dos centros ucranianos em todo o mundo. O trabalho do centro incorporou uma luta constante dos emigrantes ucranianos, que chamaram a atenção de todo o mundo civilizado para o estado escravizado do povo ucraniano na URSS e apoiaram a determinação dos ucranianos e a sua fé insaciável na vitória. O DC da RPU cumpriu o seu propósito, escrevendo páginas brilhantes na história do povo ucraniano.

### Política externa
A. Nikovskyi e mais tarde O. Shulhyn (até 1946) realizaram atividades no exterior. Inicialmente, existiram missões diplomáticas ucranianas em determinados países: K. Matsievych - na Roménia, A. Livytskyi - na Polónia, M. Slovinskyi - na Checoslováquia, R. Smal-Stotskyi - na Alemanha, M. Vasylko - na Suíça, V. Murskyi – na Turquia, O. Shulhyn – na França, e assim por diante. Estes últimos duraram mais tempo, outros foram eliminados no início da década de 1920. O. Shulhyn, como chefe da missão da UPR em Paris, e mais tarde como Ministro das Relações Exteriores, manteve contato com a Liga das Nações, protestando contra a ocupação bolchevique da Ucrânia, as ações da diplomacia soviética, o terror e a fome na Ucrânia. O Centro Estatal da República Popular da Ucrânia preparou um projeto de reconhecimento do governo da UPR no exílio. Este projeto foi proposto ao mais alto órgão legislativo dos Estados Unidos por vários senadores liderados por D. Kopelyan. Manteve contactos estreitos com o movimento pan-europeu, defendendo a ideia de pertença da Ucrânia à comunidade europeia. Ele condenou a política da Alemanha, França, Itália e Grã-Bretanha ao lidar com a questão da Ucrânia dos Cárpatos. Em setembro de 1939, em Paris, o governo da UPR liderado por V. Prokopovych declarou a sua solidariedade com as democracias ocidentais, condenando os regimes totalitários da Alemanha Nazista e da União Soviética. Algumas atividades internacionais foram realizadas pelo governo da UPR através da Sociedade Ucraniana para a Liga das Nações. Uma área separada de trabalho do governo da UPR foi a organização da cooperação entre os povos "sub-soviéticos" - o Prometeísmo, na qual participaram não apenas ucranianos, mas também representantes das regiões do Cáucaso, Don, Kuban, Crimeia e Turquestão.
Em 1º de setembro de 1939, o governo da UPR no exílio, liderado por V. Prokopovych, declarou guerra à Alemanha Nazista. 

### Exército
O governo da UPR prestou especial atenção ao departamento militar (chefiado pelos generais M. Bezruchko, V. Petriv, V. Salskyi, M. Omelyanovych-Pavlenko), gerenciando o treinamento de militares e a organização dos ex-combatentes. Vários sargentos da UPR trabalhavam como oficiais contratados no exército polonês. Para popularizar os assuntos militares, o governo da UPR organizou a Sociedade Histórica Militar Ucraniana, publicou as revistas "Tabor", "For Statehood" e outras literaturas. Em 1941-1944, o Exército Revolucionário Popular Ucraniano (Polissian Sich) foi oficialmente subordinado ao Governo da República Popular Ucraniana no exílio.

### Cultura
As atividades públicas e culturais do governo no exílio da UPR foram organizadas através de formações cívicas consonantes que existiam em diferentes países: a União das Organizações de Emigração Ucranianas em França, o Comité Central Ucraniano na Polónia, o Comité de Assistência Pública aos Emigrantes Ucranianos na Roménia, o Comité Ucraniano Associação na Checoslováquia e outros, cujo trabalho foi coordenado pelo Conselho Geral de Emigração (chefiado por O. Shulhyn).  Em Paris, em 1926, foi fundada a Biblioteca S. Petliura, onde estavam armazenados os materiais de arquivo da República Popular da Ucrânia.
Em 1938, o governo da RPU fundou a Academia Ucraniana de Ciências Mohyla-Mazepa.
Através das atividades do governo da UPR, o governo polaco estabeleceu o Instituto Científico Ucraniano em Varsóvia.
O órgão não oficial do governo da UPR foi a revista semanal "Trident" publicada em Paris (1925-1940), revivida em 1959. Após cada sessão do Conselho da UPR, o Gabinete de Informação Ucraniano publicou materiais e documentos.

## Membros do governo
Governo da UPR no exílio, eleito na décima sessão da República Popular da Ucrânia em 1989: 
- Chefe do Governo — Ivan Samiylenko.
- Vice-Chefe do Governo — Mykhailo Pap.
- Vice-Chefe do Governo e Chefe do Departamento de Assuntos Jurídicos — Mykola Sukhoverskyi.
- Secretária de Estado — Nataliia Pazunyak, cooptada, empossada posteriormente.
- Chefe do Departamento Financeiro — Kost Lutsenko.
- Chefe do Departamento de Assuntos Regionais — Mykhailo Herets.
- Chefe do Departamento de Relações Exteriores — Volodymyr Zhyla.
- Chefe do Departamento de Imprensa e Informação — Volodymyr Marko.
- Chefe do Departamento de Assuntos Internos — Yurii Ikhtiarov.
- Chefe do Departamento de Missões Especiais — Mykola Lypovetskyi, Stepan Vorokh, Vsevolod Salenko.
- Diretor de Arquivo - Yurii Salskyi.
- Chefe do Tribunal do Estado — Yaroslav Rudnytskyi.

## Reforma e dissolução
No exílio, o Centro de Estado existiu sem órgão legislativo – apenas por um curto período de tempo, em 1921, o Conselho da República, órgão representativo da UPR composto por delegados partidários, organizações profissionais e culturais, foi estabelecido em Tarnów. Após a Segunda Guerra Mundial, o chefe da Diretoria A. Livytskyi decidiu reorganizar o governo da UPR. Para este efeito, o Conselho Nacional Ucraniano foi criado em 1947 como um pré-parlamento do Centro de Estado da República Popular Ucraniana no exílio, que daria continuidade às tradições ideológicas e jurídicas da UPR desde o período entre guerras.
Em 22 de agosto de 1992, Mykola Plavyuk, Presidente da República Popular da Ucrânia no exílio, apresentou o diploma do Centro Estatal da RPU a Leonid Kravchuk, Presidente da Ucrânia, durante uma sessão parlamentar.  Este ato pretendia retratar que o Estado independente ucraniano, proclamado em 24 de agosto de 1991, era o sucessor da República Popular da Ucrânia.  De acordo com a lei ucraniana, a atual Ucrânia é o estado sucessor da RSS ucraniana que fazia parte da União Soviética. 

## Patrimônio documental
O património documental do Governo da República Popular da Ucrânia no exílio é preservado nos fundos do Arquivo Central do Estado da Ucrânia Estrangeira e do Arquivo Central do Estado das Autoridades Superiores e da Administração da Ucrânia.